# Пейн, Кери-Энн
Керри-Энн Пейн (англ. Keri-Anne Payne, род. 9 декабря 1987 года, Йоханнесбург) — английская пловчиха южноафриканского происхождения, специалистка в плавании на открытой воде и на дальних расстояниях вольным стилем. Двукратная чемпионка мира на 10 километровой дистанции на открытой воде и серебряный призёр Олимпиады 2008 в Пекине.

## Карьера
Она родилась в Йоханнесбурге и её родители британцы, которые зарегистрировали её рождение в британском консульстве. Она начала плавание в возрасте 4 лет, и в возрасте 8 лет была замечена директором национального исполнения Британского плавания Биллом Свитенхемом в тренировочном лагере в Южной Африке. В результате, семья вернулась в Великобританию, чтобы жить в Хейвуде когда Пейн было 13.
Пейн училась в Римско-католической средней школе кардинала Лэнгли. Тогда она вступила в клуб «Stockport Metro», в котором тренером был Шон Келли. В 2002 году она побила юношеский рекорд Британии на дистанции 800 метров. Финансовая поддержка Пейн была сокращена после того, когда она не смогла выиграть медаль на играх Содружества 2006. В итоге Келли предложил ей попробовать себя на открытой воде, что позволяет получить доступ к дополнительному финансированию.
На летних Олимпийских играх 2008 года в Пекине она участвовала в комплексном плавании на 200 метрах (дошла до полуфинала: 16-е место) и комплексном плавании на 400 метрах (не прошла отборочные: 15-е место), а также 10-километровом марафоне на открытой воде, в котором она заняла второе место и выиграла серебряную медаль (уступила 2,5 секунды российской пловчихе Ларисе Ильченко, которая приплыла первой).
На чемпионате мира 2009 по водным видам спорта в Риме Пейн выиграла заплыв на 10 километров на открытой воде со временем 2:01.37,1.
На следующем чемпионате мира в Шанхае Пейн подтвердила своё чемпионство, вновь победив в заплыве на 10 километров на открытой воде, и стала первой британской спортсменкой в любом виде спорта, которая квалифицировалась на летние Олимпийские игры 2012. Там она приняла участие в заплыве на открытой воде на дистанции 10 километров, где заняла четвёртое место, проиграв 4 секунды венгерке Эве Ристове, которая приплыла первой и выиграла золотую медаль
Пейн тренировалась в учебном центре в Стокпорте. Там она встретилась с пловцом Дэвидом Кэрри, с которым 15 сентября 2012 года в церкви Абердина вышла замуж. Супруги жили в Хейвуде. Из-за подготовки к Кубку Содружества 2014 в Глазго они переехали в Эдинбург, где Пейн присоединилась к клубу «Warrender Baths».
В 2014 году в Кастеллабате она выиграла Кубок Европы по плаванию на открытой воде.